# 萊瓦爾德冰川
54°45′S 35°52′W / 54.750°S 35.867°W
萊瓦爾德冰川（德語：Lewaldgletscher），是南極洲的冰川，位於南喬治亞島東端，處於瓦謝爾角以西6公里，由德國探險隊命名，現時由英國海外領土管轄。